# 解熱薬

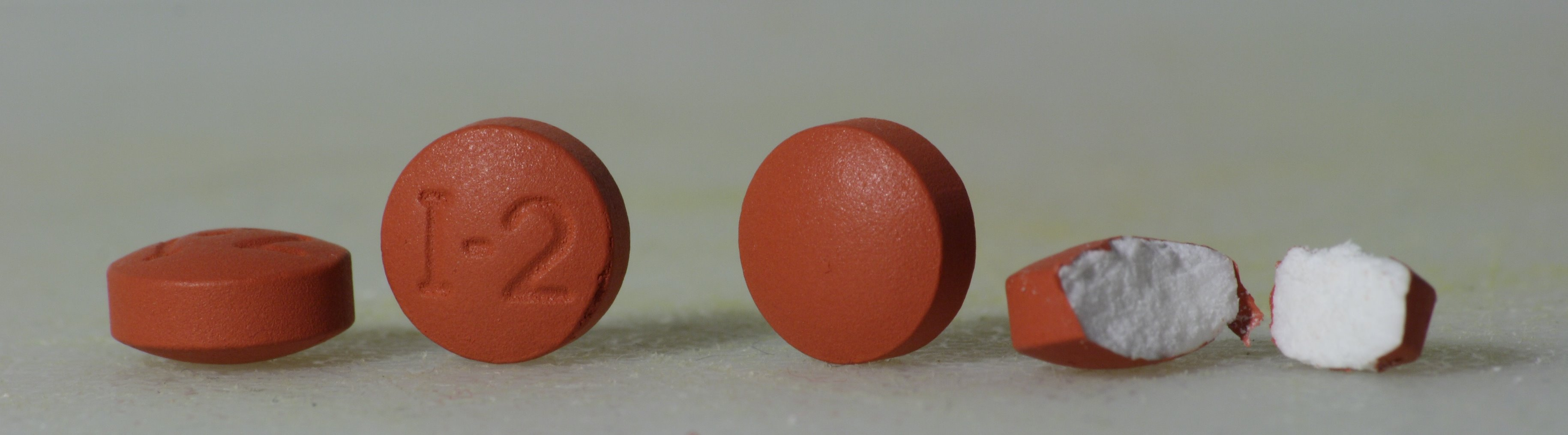
イブプロフェンの錠剤。解熱薬として一般的に用いられる

解熱薬（げねつやく、英:Antipyretics）は、発熱を弱める薬物である。
多くの解熱薬は他の用途がある。最も一般的なイブプロフェンとアスピリンはどちらも主に鎮痛剤に使われる。非ステロイド性抗炎症薬(NSAIDs)には、解熱、抗炎症、鎮痛作用がある。
発熱には、感染症に対する身体の免疫系の反応の一部であるとして、こうした医薬品の適切な使用に対する議論がある。王立協会によって公表された研究は、熱を抑えることでインフルエンザによる死亡症例を1%以上増加させると結論し、アメリカでは毎年700人以上が余分に死亡することになる。

## 非薬物療法
ぬるま湯か冷水による入浴やタオル・スポンジでのマッサージは、熱中症において体温を効果的に減少させるが、発熱では一般的ではない。

## 医薬品
解熱作用のある多くの医薬品は発熱に対しては役立つが、熱中症に対してではない。
- NSAIDs：イブプロフェン、ナプロキセン、ケトプロフェン、およびニメスリドなど。
- アスピリン：また他のアセチル酸剤。
- アセトアミノフェン：国際一般名パラセタモール
- メタミゾール（英語版）：無顆粒球症を引き起こすため30か国以上で禁止された。

### 植物
解熱作用のある高等植物の伝統的な使用は、多くの民族植物学的文化における世界的に共通した特徴である。
民族植物学では、解熱の性質を天然に生じさせる植物を、一般にfebrifugesと呼ぶ。

### 子供において
小児への解熱剤の投与については多くのリスクが挙げられている。医師の指示なく解熱剤成分を含む市販薬を小児に使用することは非常に危険である
アメリカ食品医薬品局(FDA)は、不適切な投薬としてアセトアミノフェンを子供に投与するのは最大の問題のひとつであると注意している。子供における解熱薬としてのアセトアミノフェン単独の有効性は不明だが、一部の証拠はスポンジで体を拭くよりも効果的であったことを示している。アセトアミノフェンとイブプロフェンを交互に投与する方法は、それぞれの単剤よりも大きな解熱作用を示した。1つのメタアナリシスは、子供において、単剤で投与されたイブプロフェンは単剤のアセトアミノフェンよりも、解熱作用が高いことを見出している。
ライ症候群に関する懸念から、イギリス国民保健サービス(NHS)、アメリカ疾病予防管理センター(CDC)、アメリカ公衆衛生局、米国小児科学会 (AAP)、またアメリカ食品医薬品局(FDA)は、子供や十代の若者に対して、発熱が原因の病気の期間中に、アスピリンやアスピリンを含有する製品を投与しないよう推奨している。しかし、アスピリンの使用の減少、あるいは逆にアセトアミノフェンの増加が、喘息やほかの自己免疫疾患の増加に関連していることを、いくつかの研究が示している。医師がアセトアミノフェンを用いる際には、喘息または他の自己免疫疾患の、遺伝的または環境的体質に注意することが推奨されている。

## 感染症と解熱薬
感染症の場合、患者の体温の上昇は生体の防御反応を高め、特にウイルスが病原体の場合は増殖を抑制するとされており、患者にとり有益な面があり、解熱には慎重になるべきである。医師が患者の状態を総合判断して解熱剤を処方する場合はあるが、受診せずに（解熱剤成分を含む）市販薬を飲むことは、死に至る可能性を上げ危険である。